# 기원전 26세기
기원전 26세기는 기원전 2600년부터 기원전 2501년까지를 말한다.

## 주요 사건
- 기원전 2900년경 ~ 기원전 2334년경: 메소포타미아에서 전쟁이 계속됨
- 기원전 2600년경: 인더스 문명의 하라파가 강대해짐
- 기원전 2600년경: 크레타의 Pre-Palace Period 제1기
- 기원전 2600년경 ~ 기원전 2500년경: 덴마크에서, 아직 야생마가 사냥 대상이 될 정도로 남아 있었음
- 기원전 2600년경 ~ 기원전 1900년경: 인더스 문명의 모헨조다로에서 목욕탕으로 추정되는 물탱크가 만들어짐
- 기원전 2589년경: 쿠푸 파라오가 통치를 시작함.
- 기원전 2566년경: 쿠푸가 죽음.
- 기원전 2558년경: 카프레 파라오가 통치를 시작함.
- 기원전 2550년경: 기자의 대피라미드가 완공됨
- 기원전 2550년경: 메산네파다가 키시와 우루크를 정복하고 우르 제1왕조를 세움
- 기원전 2532년경: 카프레가 죽음.
- 기원전 2532년경: 멘카우레 파라오가 통치를 시작함.
- 기원전 2504년경: 멘카우레가 죽음.

## 사망
- 기원전 2589년 : 스네프루, 이집트 제4왕조의 파라오
- 기원전 2566년 : 쿠푸, 이집트 제4왕조의 파라오
- 기원전 2558년 : 제데프레, 이집트 제4왕조의 파라오
- 기원전 2532년 : 카프레, 이집트 제4왕조의 파라오

## 발명, 발견, 과학사
- 노르웨이 뢰되이의 암각화에 스키를 사용하는 그림이 남겨짐
- 쌍봉낙타와 단봉낙타가 가축으로 길들여짐

## 년대와 년도
| 기원전 2600년대 | 전2609 | 전2608 | 전2607 | 전2606 | 전2605 | 전2604 | 전2603 | 전2602 | 전2601 | 전2600 |
| 기원전 2590년대 | 전2599 | 전2598 | 전2597 | 전2596 | 전2595 | 전2594 | 전2593 | 전2592 | 전2591 | 전2590 |
| 기원전 2580년대 | 전2589 | 전2588 | 전2587 | 전2586 | 전2585 | 전2584 | 전2583 | 전2582 | 전2581 | 전2580 |
| 기원전 2570년대 | 전2579 | 전2578 | 전2577 | 전2576 | 전2575 | 전2574 | 전2573 | 전2572 | 전2571 | 전2570 |
| 기원전 2560년대 | 전2569 | 전2568 | 전2567 | 전2566 | 전2565 | 전2564 | 전2563 | 전2562 | 전2561 | 전2560 |
| 기원전 2550년대 | 전2559 | 전2558 | 전2557 | 전2556 | 전2555 | 전2554 | 전2553 | 전2552 | 전2551 | 전2550 |
| 기원전 2540년대 | 전2549 | 전2548 | 전2547 | 전2546 | 전2545 | 전2544 | 전2543 | 전2542 | 전2541 | 전2540 |
| 기원전 2530년대 | 전2539 | 전2538 | 전2537 | 전2536 | 전2535 | 전2534 | 전2533 | 전2532 | 전2531 | 전2530 |
| 기원전 2520년대 | 전2529 | 전2528 | 전2527 | 전2526 | 전2525 | 전2524 | 전2523 | 전2522 | 전2521 | 전2520 |
| 기원전 2510년대 | 전2519 | 전2518 | 전2517 | 전2516 | 전2515 | 전2514 | 전2513 | 전2512 | 전2511 | 전2510 |
| 기원전 2500년대 | 전2509 | 전2508 | 전2507 | 전2506 | 전2505 | 전2504 | 전2503 | 전2502 | 전2501 | 전2500 |
| 기원전 2490년대 | 전2499 | 전2498 | 전2497 | 전2496 | 전2495 | 전2494 | 전2493 | 전2492 | 전2491 | 전2490 |